# Karolina Gočeva

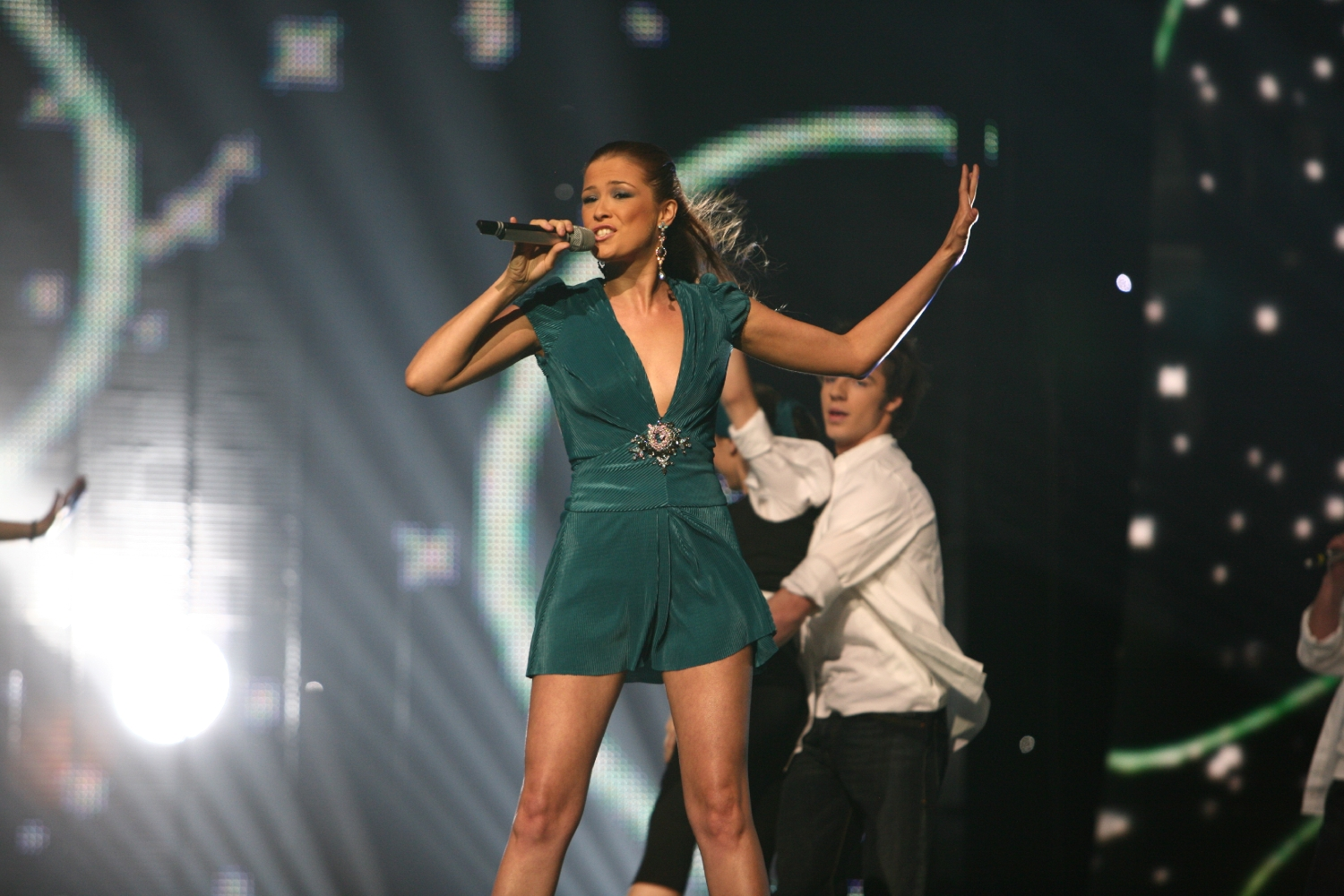
Karolina Gočeva beim Eurovision Song Contest in Helsinki 2007

Karolina Gočeva (Künstlername auch Karolina; mazedonisch Каролина Гочева, * 28. April 1980 in Bitola, Jugoslawien) ist eine mazedonische Popsängerin, die durch zwei Teilnahmen am Eurovision Song Contest (ESC) auch über die Landesgrenzen Nordmazedoniens hinaus bekannt geworden ist.

## Leben
Gočevas Karriere begann im Alter von elf Jahren, als sie auf mazedonischen Musikfestivals auftrat. Mit Auftritten auf dem Sunčane-Skale-Musikfestival erreichte sie zunächst Bekanntheit in den anderen Nachfolgestaaten des ehemaligen Jugoslawiens. Erstmals sollte sie 1995 mit dem Lied Me sakas für Mazedonien antreten. Das mazedonische Fernsehen zog die Teilnahme aus finanziellen Gründen jedoch später zurück, zudem hatte Gočeva das Mindestalter von 16 Jahren noch nicht erreicht. 2002 wurde sie erstmals als mazedonische Vertreterin zum Eurovision Song Contest gesandt, wo sie mit dem Ethnopopsong Од Нас Зависи (Od nas zavisi – „Auf uns kommt es an“) mit 25 Punkten den 19. Platz belegte. Bei ihrem zweiten Auftritt 2007 erzielte ihr Beitrag Мојот свет (Mojot svet – „Meine Welt“) mit 73 Punkten den 14. Platz. Zuvor hatte sie im Semifinale den Finalplatz errungen, da sie sich mit 97 Punkten als Neuntplatzierte von 28 Teilnehmern unter den ersten Zehn qualifizieren konnte. Ihr Lied wurde in einem 7/8-Takt geschrieben.

## Diskografie

### Alben
- Mamo pušti me – 1992
- Jas imam pesna – 2000
- Zošto sonot ima kraj – 2002
- Znaes kolku vredam – 2003
- Kad zvezde nam se sklope … Kao nekada – 2003
- Vo zaborav – 2005
- U zaboravu – 2006
- Makedonsko devojce – 2008
- Kapka pod neboto – 2010
- Najubavi pesni – 2012
- Makedonsko devojce 2 – 2014

### Singles
- Mamo, pušti me – 1991
- Koj da ti kaže – 1994
- Isčekuvanje – 1995
- Ma, ajde kaži mi – 1996
- Tonovi tajni – 1997
- Ukradeni nokji – 1998
- Sakaj me – 1999
- Bez ogled na se – 1999
- Nemir (Duett mit Toše Proeski) – 2000
- Za nas – 2000
- Milenium so tebe – 2000
- Ti Mozes – 2001
- Jamajka – 2002
- Ke bide se vo red – 2002
- Od nas zavisi – 2002
- Stom sakas / Kad volis – 2002
- Hipokrit / Zacaren krug – 2003
- Ljubov pod oblacite / Ljubov ispod oblaka – 2003
- Srescemo se opet – 2003
- Znaes kolku vredam / Znas koliko vredim – 2004
- Se lazam sebe / Lazem sebe – 2005
- Ruza ruzica – 2005
- Vo zaborav / U zaboravu – 2005
- Ova srce znae / Tesko srcu pada – 2006
- Bela pesna / Bjela pesma (Duett mit Aki Rahimovski) – 2006
- Umiram bez tebe / Umirem bez tebe – 2006
- Ti i ja (Duett mit Flamingosi) – 2006
- Mojot svet – 2007
- Jedan dan – 2007
- Napred Makedonija – 2007
- Kad te nema – 2007
- Za kogo? – 2008
- Prolet, Leto, Esen, Zima – 2008
- Makedonska Partizanska – 2008
- Kraj – 2009
- Zaboravi (feat. OT bend) – 2009
- Kapka pod neboto – 2010
- Za godina dve – 2010
- Ne se vrakaš – 2010
- Toj – 2012
- Calgiska – 2013